# Alfred Cadart
Pour les articles homonymes, voir Cadart.
Alfred Cadart, né le 4 avril 1828 et mort le 27 avril 1875, est un auteur, éditeur, et imprimeur français, à l'origine du renouveau de l'eau-forte en France au XIXe siècle.

## Biographie
Originaire de Saint-Omer, fils d'aubergiste, Alfred Cadart commence à travailler pour la Compagnie des chemins de fer du Nord.
Il épouse en 1855 à Paris 5e, Célonie Sophie Chifflart, la sœur du peintre François Chifflart. Cette union l'incite à se lancer dans le commerce de l'estampe. Son premier album consiste en la publication d'un ensemble de reproductions photographiques et d'eaux-fortes tirées des œuvres de Chifflart.
Il ouvre une première boutique parisienne au 3 de la rue Saint-Fiacre avec comme raison sociale « gravures en taille-douce, eaux-fortes, héliographie, lithographie, photographie ». Par la suite, il déménage au 66 de la rue de Richelieu.
De décembre 1859 à la fin de l'année 1860, il lance Paris qui s’en va et Paris qui vient une suite de vingt-six eaux-fortes de Léopold Flameng publiée en livraisons mensuelles, sous la forme d'une revue accompagnés de textes, entre autres signés Marc Trapadoux.
Dès lors, il se consacre à la défense de l'eau-forte. Il contacte des peintres de la nouvelle école émergente, à savoir les tenants du réalisme, tels Alphonse Legros et François Bonvin — plus tard, il éditera plusieurs planches de Gustave Courbet.

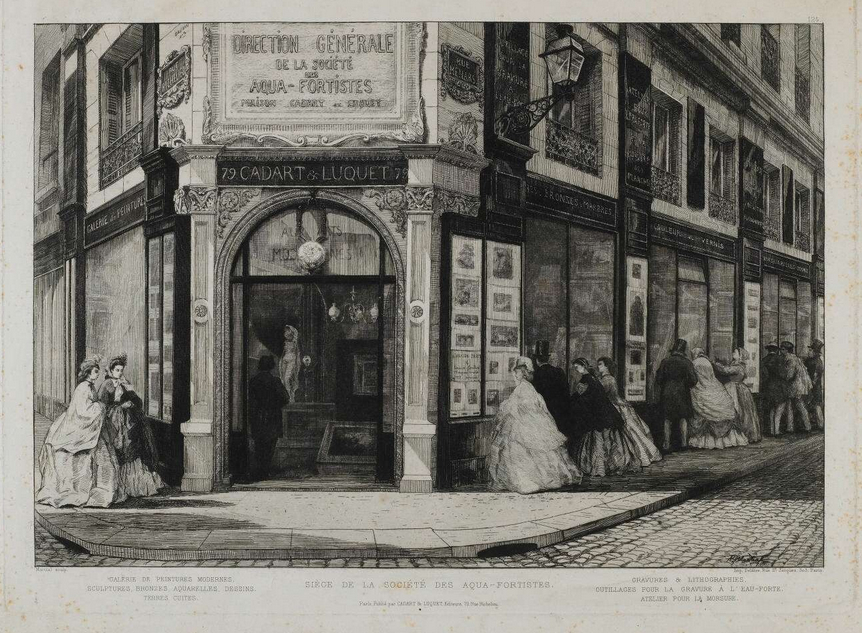
Siège de la Société des aquafortistes (eau-forte, 1865) par A.-P. Martial.

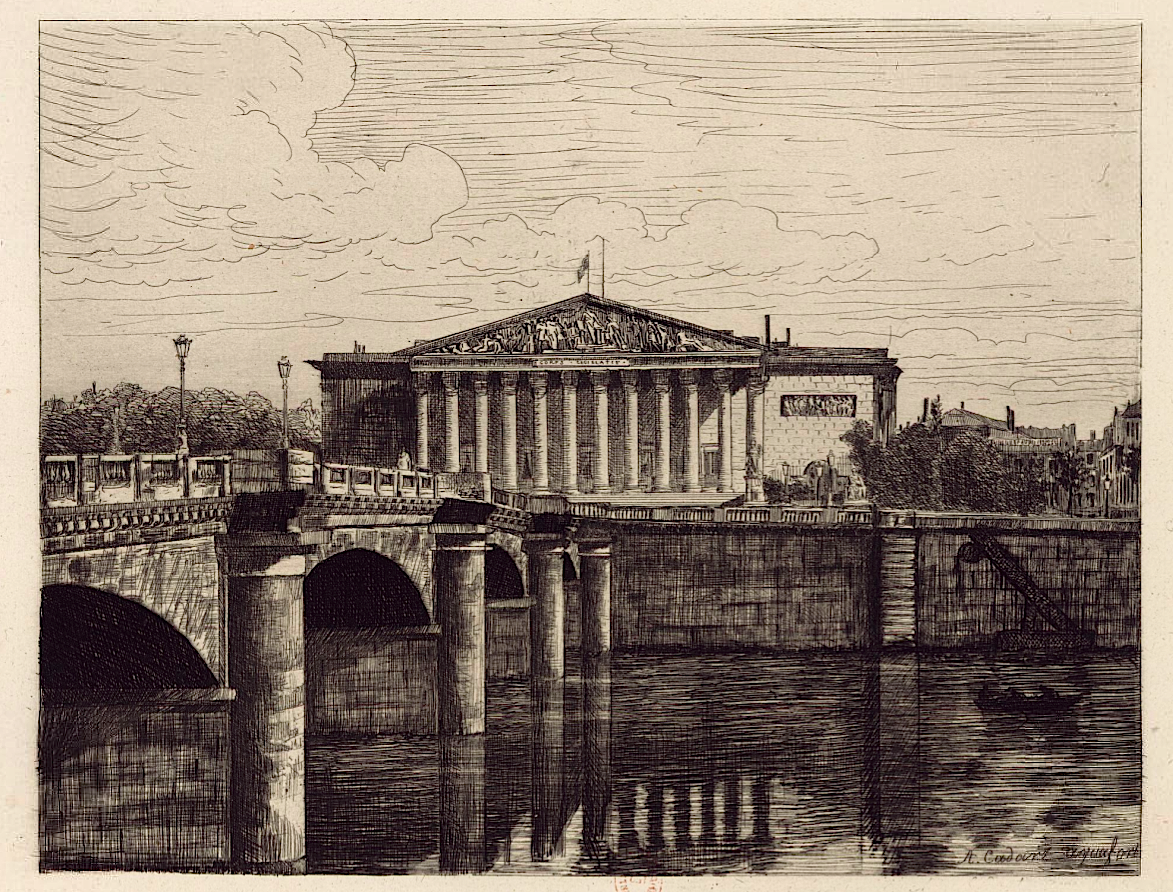
La Chambre des députés (eau-forte, 1865) : l'une des rares gravures exécutée par Cadart.

1862 est l'année de l'engagement, et constitue un véritable tournant dans l'histoire de la gravure en France. Cadart publie en effet successivement un cahier de neuf eaux-fortes signées Édouard Manet, les Vues de Hollande de Jongkind, et la suite du Voyage en bateau de Daubigny, soit trois tenants de la future école des impressionnistes. Pour parvenir à ses fins, Cadart s'associe à un certain Félix Chevalier, photographe du Salon de Paris et exposant lui-même, et à l'imprimeur Auguste Delâtre, tandis que le graveur Félix Bracquemond se met au service de l'entreprise. En juin, il fonde la Société des aquafortistes dont l'ambition est de redonner sa place à l'eau-forte de peintres, éclipsée depuis la fin du XVIIIe siècle par le burin et la lithographie. Les artistes sociétaires sont invités à fournir cinq planches inédites. Ces planches, éditées entre 1863 et 1867, sont au nombre de 329 et représente 133 artistes sociétaires. 
En octobre 1863, Cadart prend un nouvel associé, Jules Joseph Luquet (1824- après mars 1880 ?), propriétaire de l'hôtel de la Grande-Bretagne et amateur d'art à ses heures. Le siège de la société s'installe au 79 de la rue de Richelieu, à l'angle de la rue Ménars : la boutique est grande, elle propose en plus d'estampes, des peintures, des bronzes et autres objets d'art, ainsi que des outils pour fabriquer des gravures. Cette échoppe luxueuse arbore au dessus de son entrée les inscriptions « Aux arts modernes » et « Direction générale de la Société des aqua-fortistes » : employé très tôt par Cadart et Luquet, A.-P. Martial en donnera une représentation célèbre sous la forme d'une eau-forte (1865).

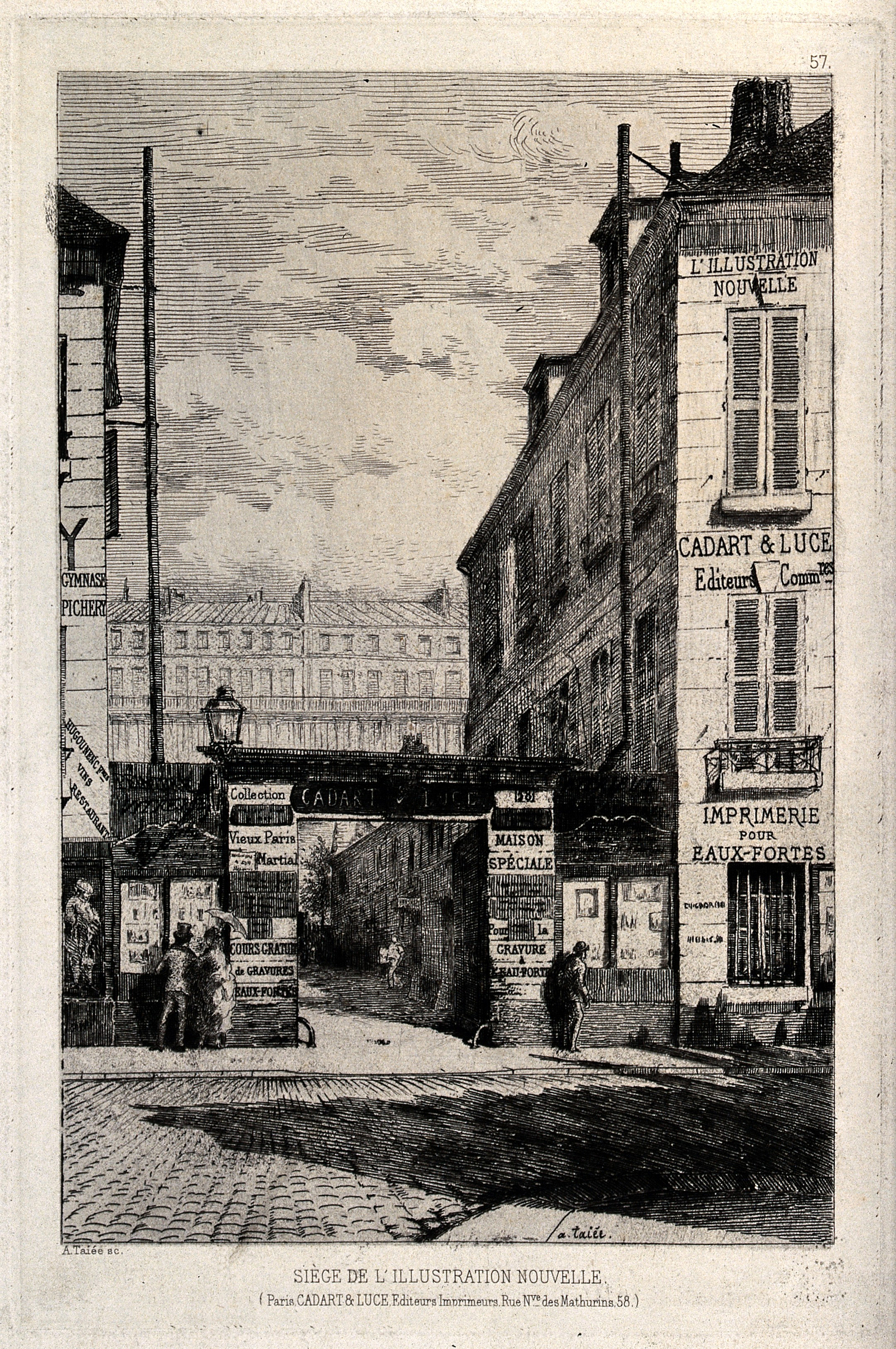
Siège de L'Illustration nouvelle, société Cadart et Luce, rue Neuve-des-Mathurins : cette eau-forte (1868) d'Alfred Taiée montre qu'on y donnait aussi des cours de gravures.

 Entre 1862 et 1867, Jules Luquet, au sein de la galerie, devient le principal marchand de Courbet, le promeut aux États-Unis ; il réussit à y vendre La Curée (1857, musée des beaux-arts de Boston), réalise une tournée des œuvres du peintre dont Le Retour de la conférence (toile disparue). Cadart effectue également des voyages aux États-Unis pour promouvoir sa société ; à New York, il forma Rodolphe Piguet, qui deviendra un graveur réputé. En 1865, sort le remarquable album Types parisiens signé Edme Penauille.
Le 10 septembre 1867, la Société est dissoute pour raisons financières : en réalité, Luquet n'a pas rencontré le succès escompté au cours de son voyage américain, il décide donc de retourner à son métier d'hôtelier ; nommé en janvier 1868 liquidateur de la société, il se heurte à Manet et Bracquemond qui récupèrent leurs droits sur leurs estampes et plaques, puis Luquet vend les 28-29 mars suivant sa propre collection de peintures aux enchères à Drouot sous le marteau du jeune Paul Durand-Ruel : parmi les pièces vendues, se trouvent entre autres des œuvres de Courbet, Delacroix, Gustave Doré, Ribot,. Entre-temps, Charles Baudelaire, Théophile Gautier, Jules Janin, parmi d'autres critiques en vue, avaient soutenu l'entreprise par voie de presse ou en offrant de signer des préfaces aux albums de la Société.
L'impact est non négligeable, puisqu'à Bruxelles, Félicien Rops, ancien sociétaire de l'entreprise de Cadart, fonde en décembre 1869 la Société internationale des Aquafortistes.
Surtout, Cadart poursuit son activité d'éditeur : en avril 1868, installé au 58 rue Neuve-des-Mathurins, il lance les albums annuels de L'Illustration nouvelle, associé à un certain Léandre Luce dans le cadre d'une société commune, Les Peintres graveurs, une publication périodique reprenant le même principe que les cahiers de la Société des aquafortistes, et qui perdure jusqu'en 1881, totalisant 584 planches : dans le dernier fascicule, parut un portrait gravé de Cadart par Marcellin Desboutin (cf. ci-contre),. 
L'adresse du siège des éditions passe au 56 boulevard Haussmann.
En 1873, s'inspirant de Cadart et imprimant chez Delâtre, l'écrivain-éditeur Richard Lesclide et l'artiste Félix Régamey lancent le périodique Paris à l'eau-forte.
Deux ans avant sa mort, Cadart édite le Nouveau traité de la gravure à l’eau-forte pour les peintres et les dessinateurs signé A.-P. Martial.
Puis en 1874, Cadart lance un nouveau périodique annuel, L'Eau-forte en..., dont trois numéros seront coordonnés par Philippe Burty, qui propose par livraison pas moins de 30 gravures originales. 
Sa veuve reprend l'activité de la maison d'édition, poursuit la publication de L'Eau-forte en..., totalisant ainsi 250 gravures, ainsi que celle de L'Illustration nouvelle, jusqu'en 1881, date de la faillite. 
Henri Beraldi, dans ses digressions habituelles, parle à propos des productions Cadart d'une forme d'inflation éditoriale dont souffrit le marché : plus nuancés et avec du recul, Janine Bailly-Herzberg, Michael Pakenham et Michel Melot soulignent la remarquable qualité de cette production, tant au niveau technique que des choix artistiques, somme totalisant plus d'un millier d'estampes originales, occasionnellement exécutées par des femmes artistes comme par exemple Pauline Laurens. Les productions Cadart ont été redécouvertes seulement à partir des années 1980.